# Smith & Wesson
La Smith & Wesson è un'azienda statunitense di armi da fuoco leggere fondata a Norwich, nel Connecticut, nel 1852 da Horace Smith e Daniel B. Wesson.

## Storia

### La nascita e i primi prodotti
Horace Smith e Daniel Wesson fondarono la loro azienda nel 1852 a Norwich, Connecticut, con l'obiettivo di commercializzare una pistola con meccanismo di ripetizione a leva che utilizzasse una cartuccia autocontenuta (che comprendesse cioè polvere, palla e innesco).
Il primo modello non ebbe successo, e nel 1854 la compagnia ebbe grossi problemi finanziari che costrinsero i due soci a vendere tutto al produttore di camicie Oliver Winchester il quale seppe sfruttare meglio l'idea del sistema di azionamento a leva e, basandosi su di esso, creò poi le carabine Winchester. Nel 1856 Smith e Wesson formarono la loro seconda società per produrre una piccola rivoltella progettata per utilizzare la cartuccia calibro .22 Rimfire (cioè a percussione anulare) che avevano brevettato nell'agosto del 1854. Quest'arma fu la prima a utilizzare munizioni autocontenute ad avere un certo successo.

### Il XIX secolo e l'affermazione
Successivamente la casa mise in produzione una pistola a rotazione, (modello 1867) con la canna ribaltabile verso l'alto per mezzo di una cerniera disposta superiormente sul castello, in modo che i bossoli potessero essere tolti, tramite una bacchetta di ferro situata sotto la canna, asportando il tamburo.
Notevole fu anche il modello 1870 la medesima pistola, ma con un estrattore a stella, che agiva contemporaneamente su tutti i bossoli, per effetto della spinta data da una molla, non appena si girava la canna sulla sua cerniera. In tal modo l'operazione del togliere i bossoli e inserire altre cartucce, era notevolmente accelerata in confronto al precedente sistema.
Seguì poi una serie di modelli di notevole successo tutti basati su questo meccanismo ma con il ribaltamento della canna verso il basso e di calibri maggiori. Tra questi particolarmente popolari furono il modello "American" e il modello "Schofield" (una variante della Smith & Wesson 3) del 1875 entrambi in calibro .44 Smith & Wesson. La Schofield venne fabbricata anche in calibro .45 per cercare di contrastare il successo della Colt Single Action Army, soprattutto presso l'esercito ma l'operazione non riuscì o riuscì solo in parte, data la fama che la Colt si era ormai conquistata sia tra i militari sia tra i civili.

### Il successo nel XX secolo
Il successo arrivò all'inizio del XX secolo, durante il quale la Smith & Wesson ebbe un contratto con le forze armate russe; per produrre rispettando i tempi di consegna, fu costretta a uscire dal mercato civile per alcuni anni; questo però avvantaggiò la concorrenza su altri mercati. Un altro grosso contratto fu con le forze armate messicane. 
Negli anni 1930, su apposita richiesta dell'FBI, sviluppò assieme alla Winchester una munizione ad alta potenza e alto potere perforante in grado di bucare le spesse lamiere delle auto dell'epoca e comunque essere ancora ben potente su un uomo. L'idea nacque per contrastare la nuova criminalità organizzata e i molti rapinatori di banche che dopo la crisi del 1929 imperversavano nella nazione. Questo calibro nato nel 1935 si chiama .357 Magnum e fu camerato per la prima volta in pistole di telaio N, estremamente grande in rapporto al calibro, ma la metallurgia dell'epoca non permetteva di resistere a elevate pressioni senza elevati spessori, mentre oggi con le stesse dimensioni il numero dei colpi è stato aumentato da 6 a 8 colpi. Il .357 Magnum divenne il calibro commerciale più potente del mondo. 
Dopo circa vent'anni il miglioramento della metallurgia consentì grazie agli studi e alle sperimentazioni del grande tiratore e cacciatore, nonché scrittore e giornalista del settore Elmer Keith, la creazione di un nuovo calibro, il 44 Magnum, che per decenni avrebbe regnato incontrastato come calibro più potente in commercio. Di fatto era un allargamento del 357 Magnum, sfruttando lo stesso telaio N che in principio era nato per munizioni di calibro 44 Special con potenza equivalente a un 45 Long Colt.
Grande successo ebbe nel 1955 il modello 19 con il telaio "K" e in calibro .357 Magnum, esso fu realizzato con l'intento di ottenere un'arma innovativa e molto potente ma in dimensioni, peso, bilanciamento e maneggevolezza nettamente migliori per uso di polizia. L'artefice di quest'arma assieme alla S&W, fu Bill Jordan, poliziotto e noto esperto tiratore. 
Nel corso degli anni però ci si rese conto che i modelli col telaio "K" non erano sufficientemente resistenti per subire una dieta di .357 Magnum e quindi venne realizzato un nuovo telaio "L" molto più resistente del precedente. Esempi di armi costituite da questo telaio sono le 686 e le 586 in .357 Magnum che dominarono le competizioni sportive degli anni 1980 e 1990 grazie alla diffusione di sport che si ispirano al tiro di combattimento. Ma il telaio N ha avuto una terza primavera con pistole come la 625, in calibro 45 A.C.P., che lo vede favorito nelle suddette competizioni.

### Anni 2000
A metà degli anni 1990 munizioni molto più potenti del 44 Magnum si diffusero in revolver commerciali togliendo alla S&W la palma di aver creato il revolver commerciale più potente al mondo, ma la S&W si riscattò all'inizio degli anni 2000 con due nuovi calibri, il 460 S&W Magnum e 500 S&W Magnum, quest'ultimo attualmente detiene questo titolo tra le armi commerciali.

## Prodotti famosi

### Cartucce
- .38 Special
- .40 Smith & Wesson
- .44 Magnum
- .357 Magnum

### Revolver
- Smith & Wesson 10
- Smith & Wesson 17
- Smith & Wesson 19
- Smith & Wesson 22
- Smith & Wesson 27
- Smith & Wesson 29
- Smith & Wesson 36
- Smith & Wesson 37
- Smith & Wesson Model 317 kit gun
- Smith & Wesson Model 617
- Smith & Wesson 686
- Smith & Wesson Model 500
- Smith & Wesson Ladysmith

### Pistole semiautomatiche
- Smith & Wesson M&P
- Smith & Wesson SW22 Victory
- Smith & Wesson Model 41
- Smith & Wesson M&P22

### Mitra
- Smith & Wesson M76

## Galleria d'immagini

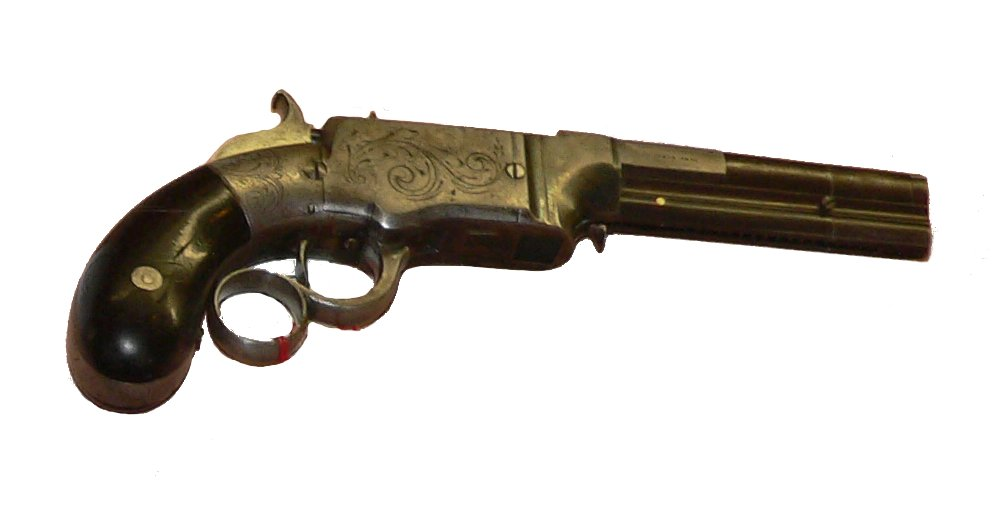
Smith & Wesson Volcanic, calibro 31 (prodotta tra il 1854 e il 1855)
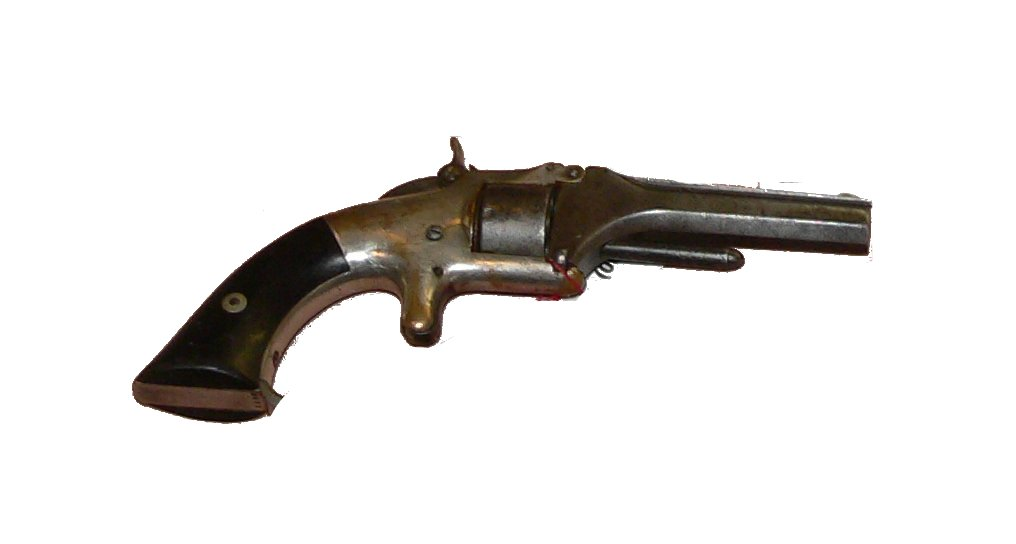
Smith & Wesson Modello 1, calibro 22
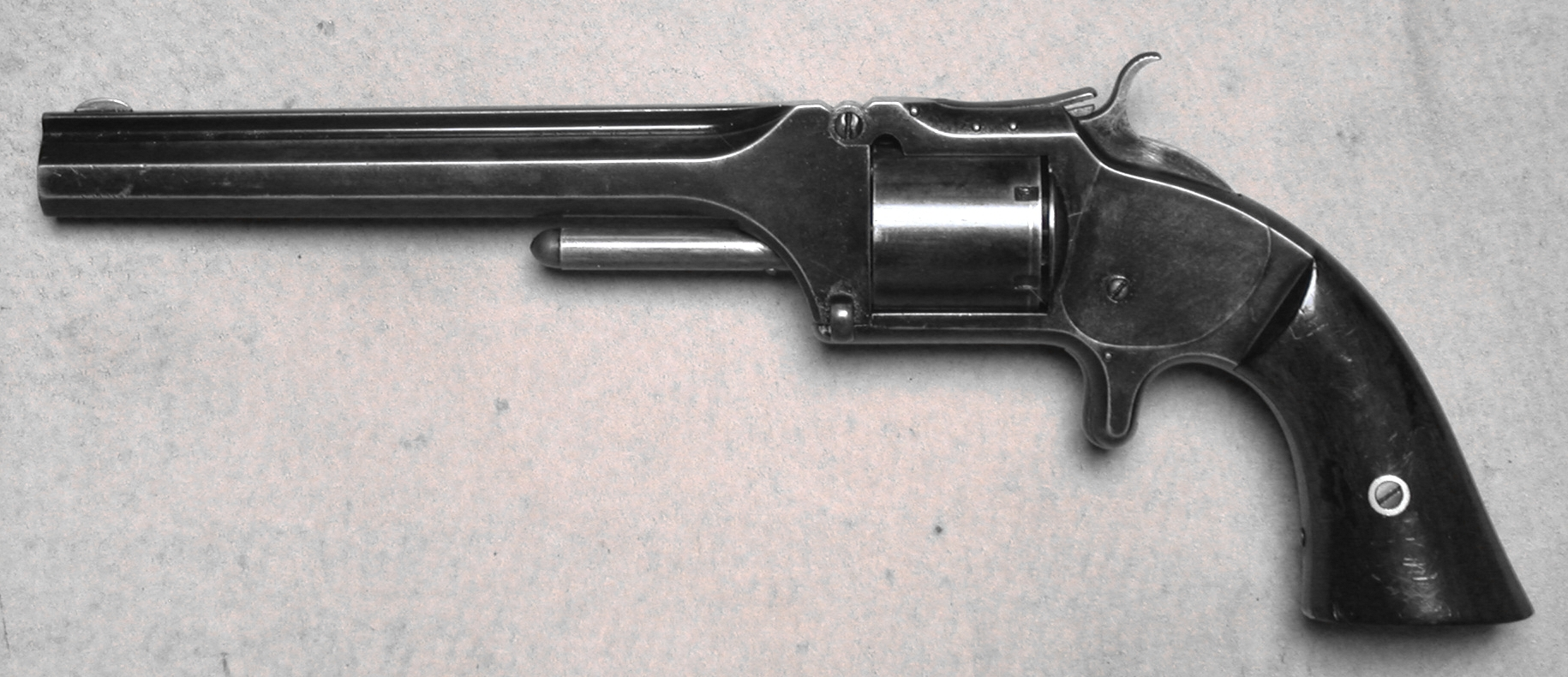
Smith & Wesson Modello 2 del 1863, calibro 32 Rimfire
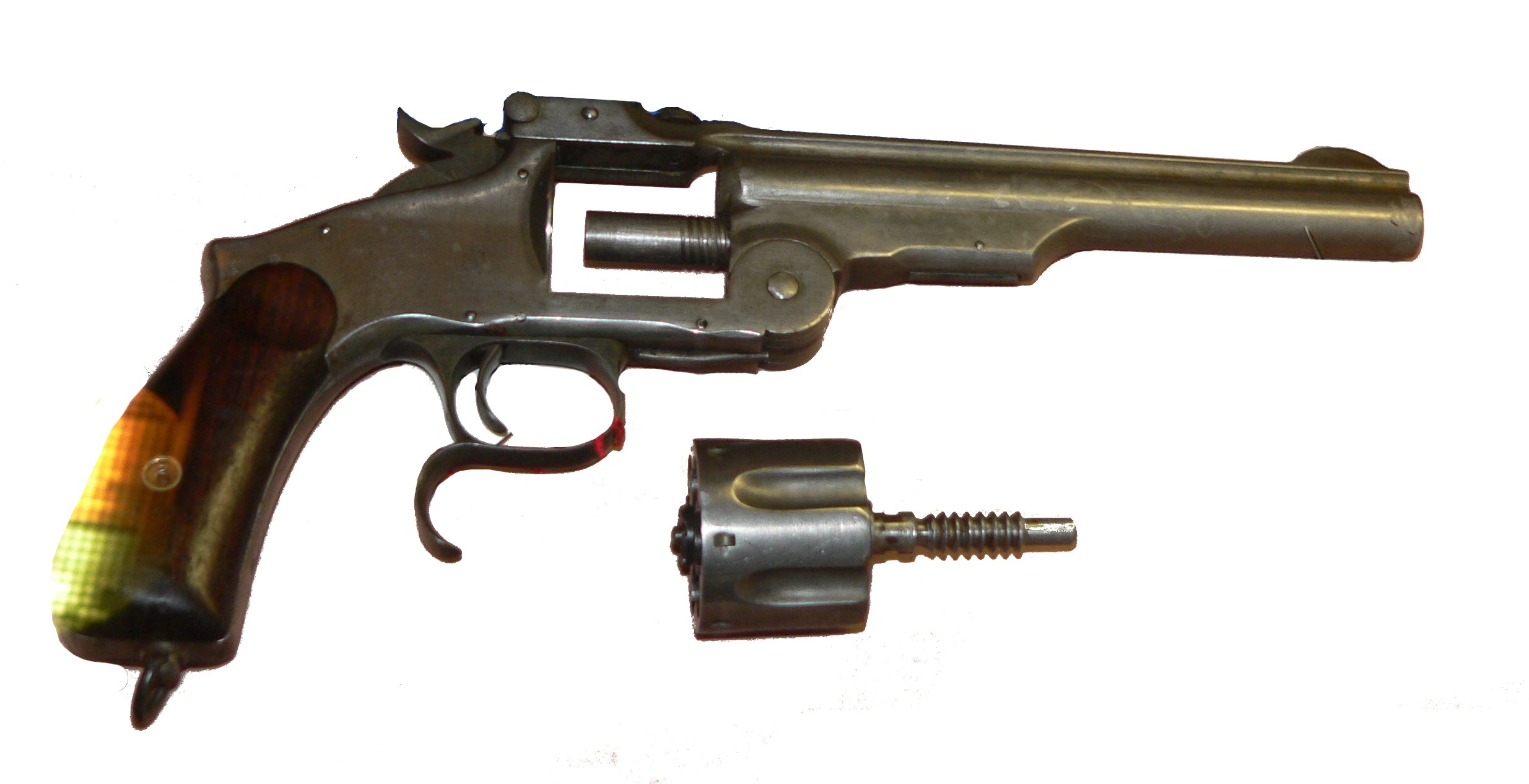
Smith & Wesson Modello 3, calibro 44 (prodotta tra il 1874 e il 1878)
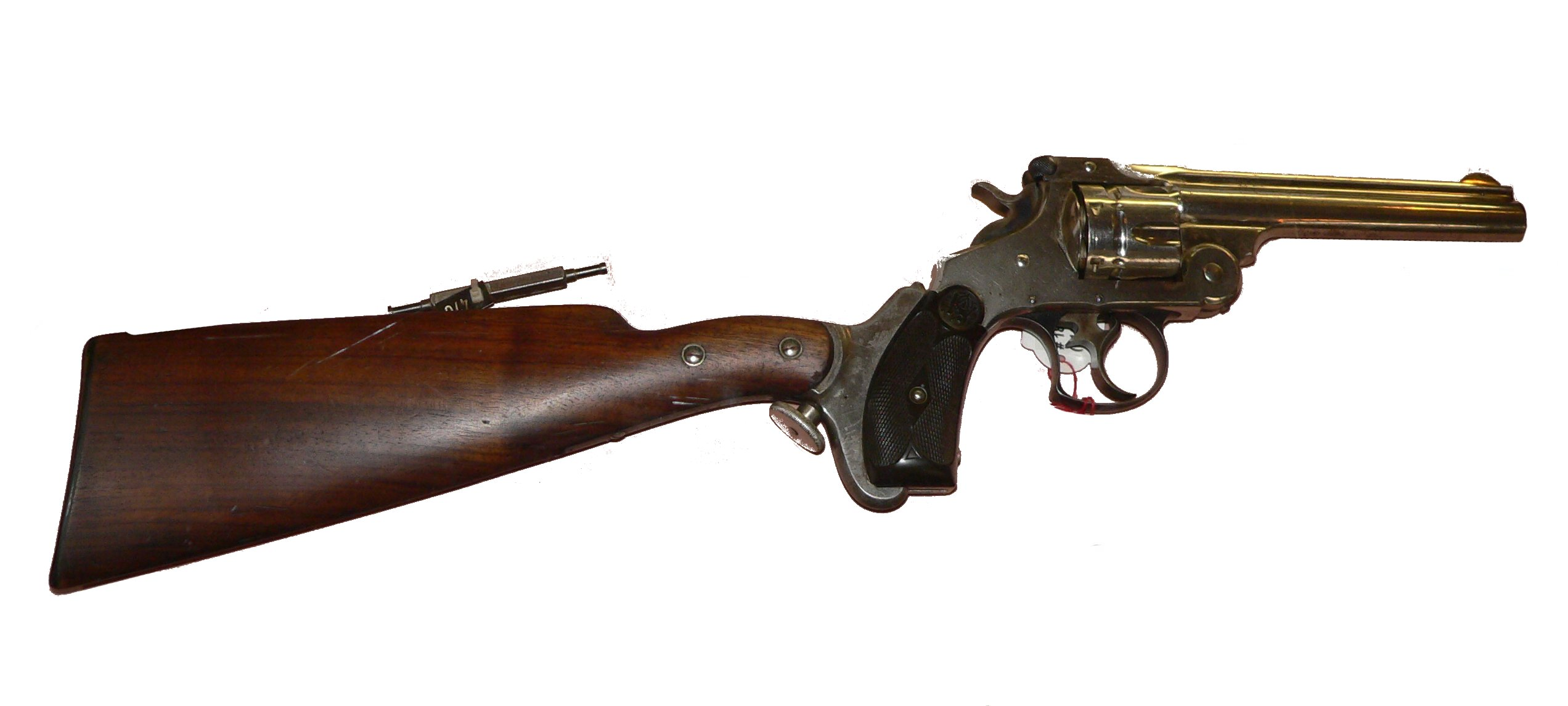
Smith & Wesson Modello 3, calibro 44 (prodotta tra il 1881 a 1923)
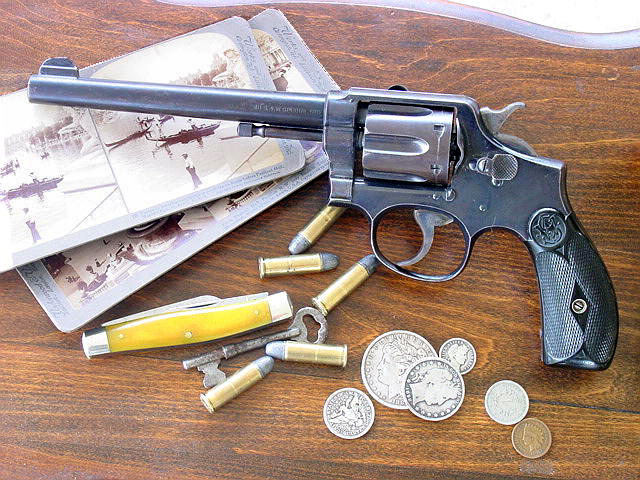
Smith & Wesson calibro 38, modello speciale del 1899 riservato a militari e poliziotti
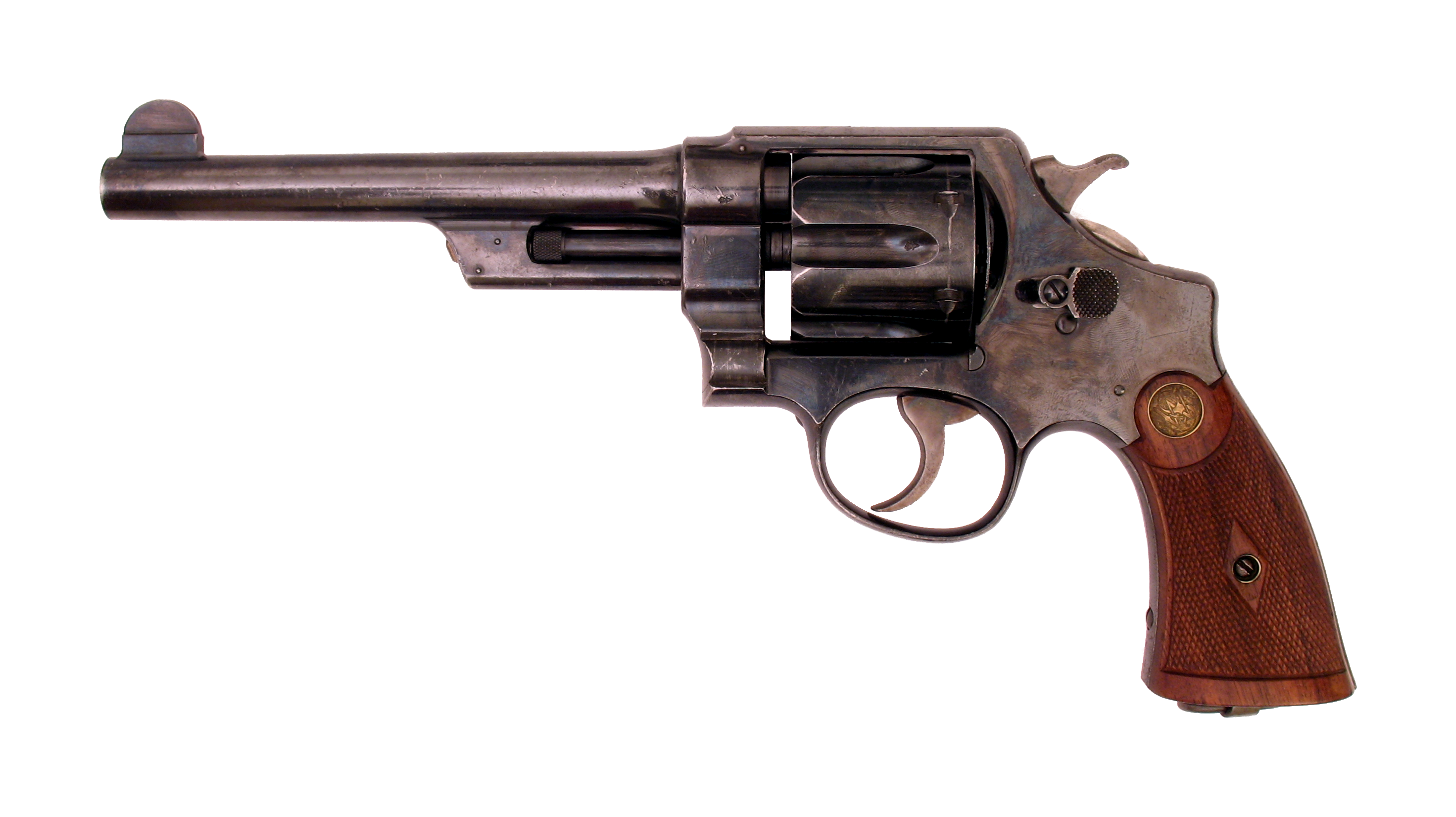
Smith and Wesson calibro 44, utilizzata dalle forze armate inglesi durante la prima guerra mondiale
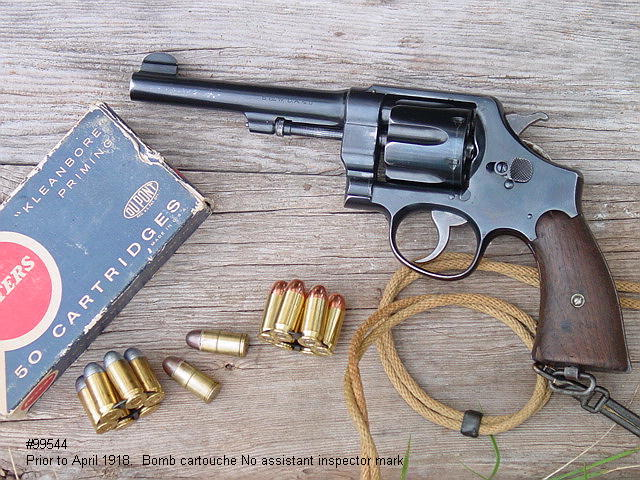
Smith & Wesson M1917, calibro 45
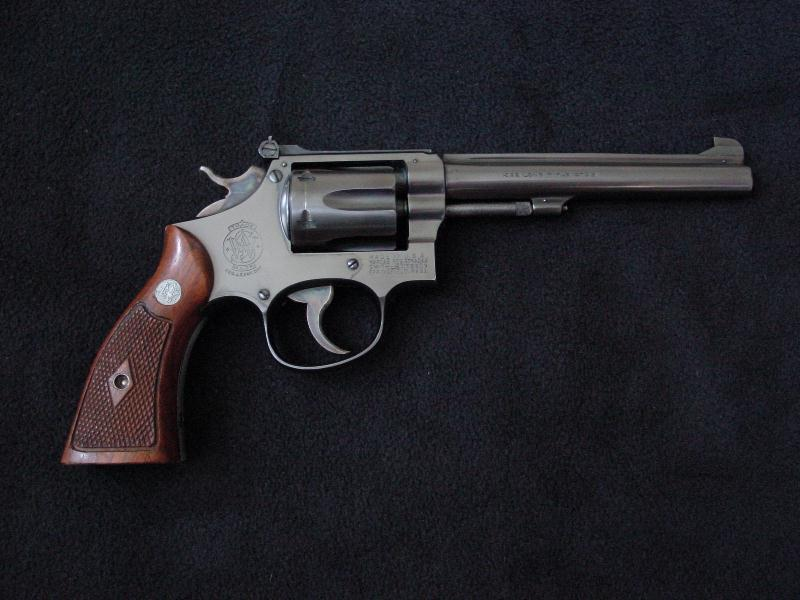
S & W K .22.